# Talavid

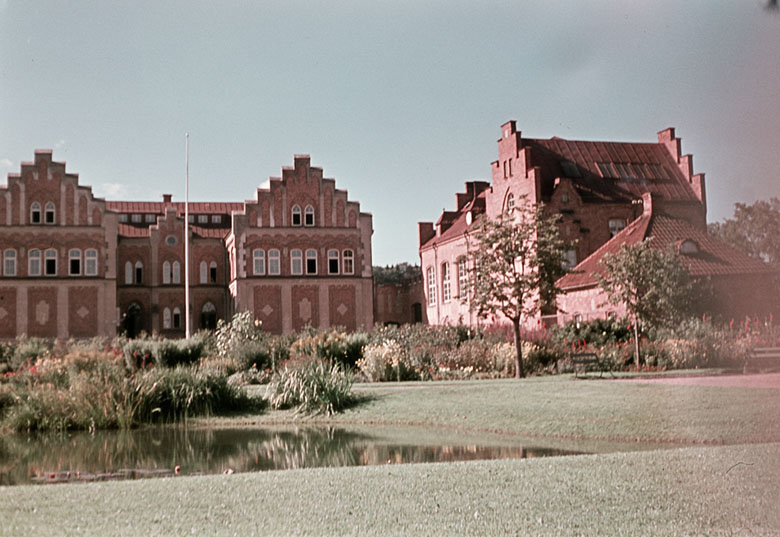
Junebäcksparken och Norra folkskolan 1945. I parken restes året därpå Junebäcksmonumentet.

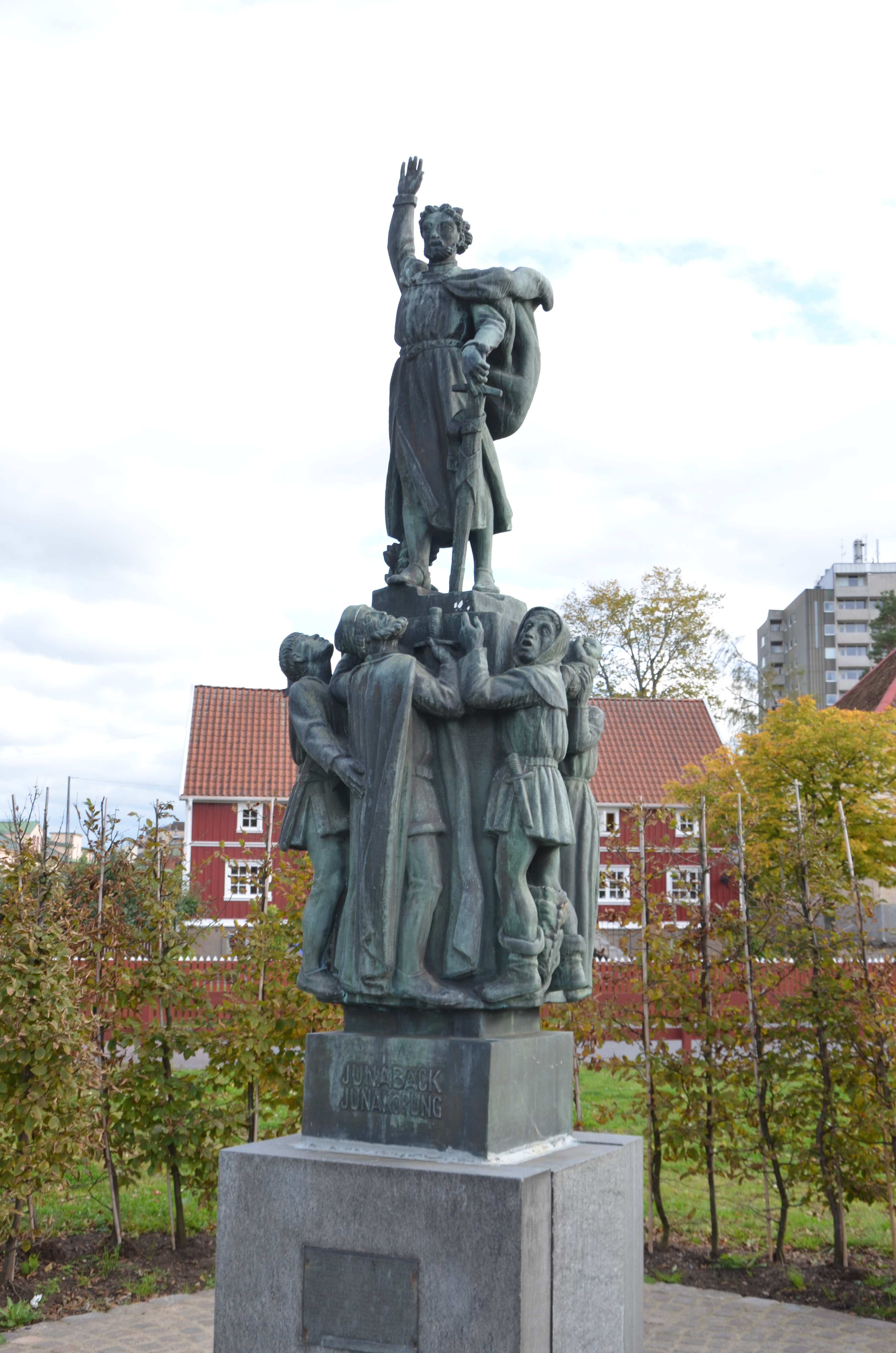
Junebäcksmonumentet av John Lundqvist

Talavid är en plats på Väster i Jönköping, som idag huvudsakligen är en trafikrondell, där Juneleden möter Västra Storgatan och Järnvägsgatan. Namnets ursprung är oklart, men det tros ha kommit från en värdshus på platsen, ett ställe där man kunde umgås, "talas vid". 
Talavid ligger vid Junebäckens utlopp i Vättern. Den sista sträckan av bäcken är sedan 1930-talet lagd i en kulvert, men delar finns kvar längre söderut bland annat i parken Friaredalen och längs Dalagatan.
Talavid vid Junebäcken var den plats, under den svenske kungens Eriksgata på medeltiden, där enligt Äldre Västgötalagen eskort och gisslomän växlades först mellan östgötar och västgötar, och senare mellan smålänningar och västgötar. För att ha detta i åminne restes 1946 i den lilla, då anlagda, Talavidparken skulpturen Junebäcksmonumentet av John Lundqvist. Den är numera flyttad en liten bit västerut.
Vid Talavid byggdes 1889–1891 Norra Folkskolan, som var Jönköpings tredje folkskola i ordningen. Den namnändrades senare till Talavidskolan.

## Reningsverket
I Talavid ligger Jönköpings Västra reningsverk, som anlades 1940. Det byggdes huvudsakligen under marken. Maskin- och manskapsbyggnaden ovan gjord ritades av Göran Pauli i funkisstil med fasader i rött tegel och en mönstermurad skorsten. Byggnaden revs 2012 och ersattes av  en ny anläggning vid Talavidskolan. 

## Bildgalleri

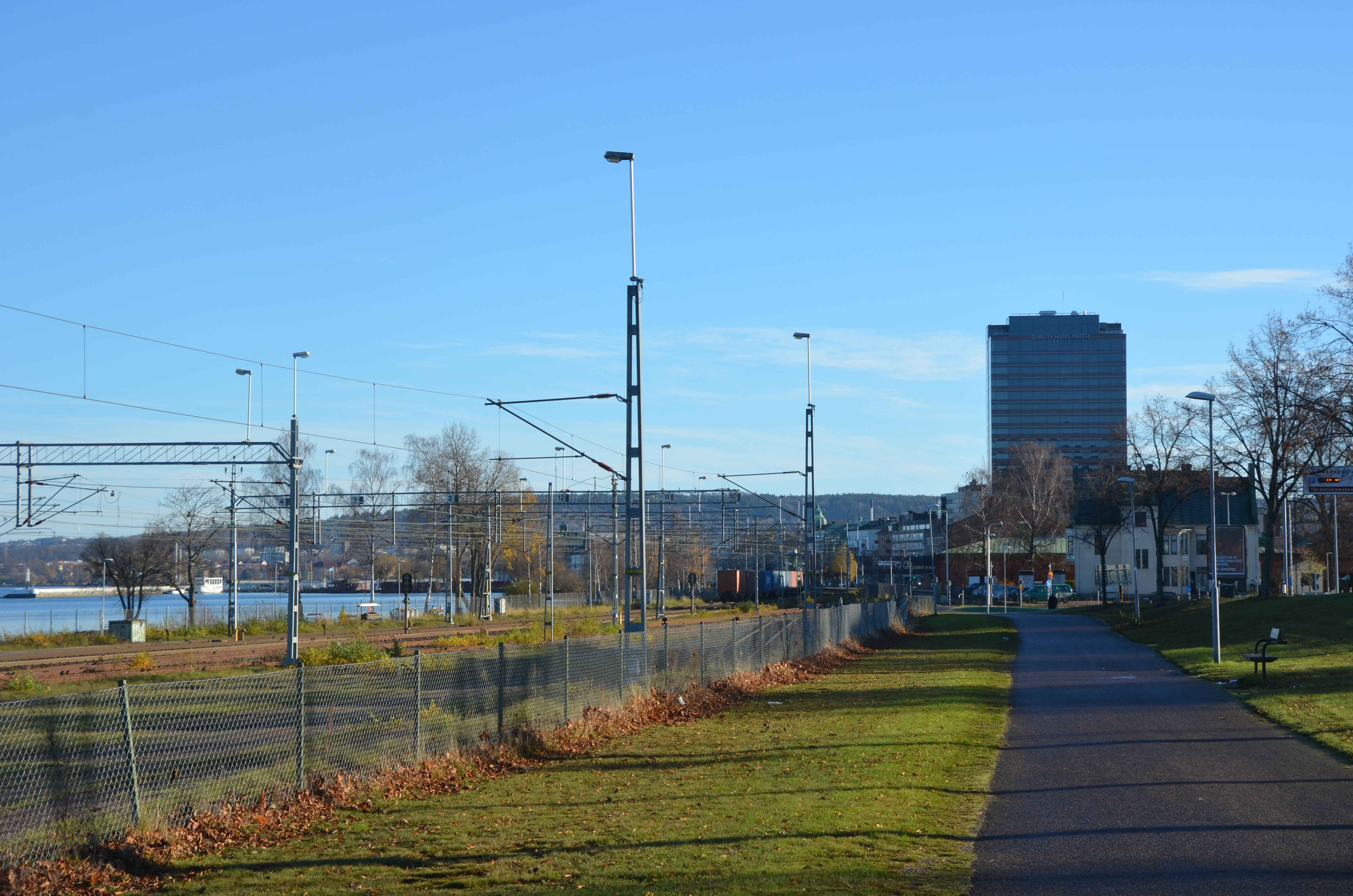
Södra Vätternstranden utmed Järnvägsgatan, sedd österut från Talavid